# I Love Your Work
I Love Your Work es una película estadounidense de suspenso psicológico de 2003 dirigida por Adam Goldberg, escrita por Goldberg y Adrian Butchart, y protagonizada por Giovanni Ribisi, Franka Potente, Joshua Jackson y Christina Ricci. La película se estrenó el 5 de septiembre de 2003 en el Festival Internacional de Cine de Toronto y llegó a los cines estadounidenses el 2 de diciembre de 2005.

## Trama
Gray Evans, una estrella de cine, está perdiendo el control de la realidad, incapaz de adaptarse a su propia celebridad y adicto a fantasías románticas sobre el amor idealista y su vida, que alguna vez fue sencilla. Con su matrimonio de celebridad con la actriz Mia ya tenso por los celos y la frustración después de sólo un año juntos, Gray está buscando un escape. Un fotógrafo ávido, su naturaleza voyeurista lo lleva a una tienda de videos local, donde un encuentro con Jane, la esposa del empleado del video, lo lleva a una peligrosa obsesión por lo que él imagina que es un amor ideal. Gray cae aún más al límite, ya que sus concepciones del amor y la realidad se vuelven aún más borrosas por las similitudes entre Jane y su exnovia Shana hasta el punto en que la obsesión se convierte en ilusión. La vida de Gray se complica aún más por las realidades de su propia celebridad, un fan obsesivo y la necesidad de crear su personalidad pública como un hombre exitoso con un matrimonio exitoso. Profesión, obsesión y delirio se entrelazan sin posibilidad de reparación cuando Gray atrae al camarógrafo, un guionista ambicioso, a su mundo ofreciéndose a hacer una película con él. Su relación logra acercarlo más a Jane, pero le quita todo control sobre la realidad, ya que su fantasía conduce a la destrucción. La narrativa en capas gira sobre sí misma, llevándonos en un viaje a través del amor, la locura y la paranoia, mientras se aferra a una visión oscuramente cómica de su propio mundo absurdo de guardaespaldas rusos, asistentes leales, productores y celebridades.

## Reparto
- Giovanni Ribisi como Gray Evans
- Franka Potente como Mia Lang
- Joshua Jackson como John Everhart
- Christina Ricci como Shana
- Jared Harris como Jehud
- Jason Lee como Larry Hortense
- Marisa Coughlan como Jane Styros
- Rick Hoffman como abogado de Gray
- Shalom Harlow como Charlotte
- Lake Bell como Felicia
- Vince Vaughn como Stiev
- Elvis Costello como él mismo
- Haylie Duff como Fan
- Judy Greer como Samantha
- Nicky Katt como hombre con barba de chivo
- Pat Healy como	Connor

## Recepción
Rotten Tomatoes le da a la película una calificación del 23 % según 30 críticos.